# Anton Amann (Chemiker)
Anton Amann (* 20. Juni 1956 in Bregenz; † 6. Januar 2015) war ein österreichischer Chemiker und Professor an der Universität Innsbruck sowie an der Medizinischen Universität Innsbruck.

## Leben
Amann studierte Chemie an der ETH Zürich und schloss das Studium 1984 mit der Promotion bei Hans Primas und Norbert Straumann ab. Der Titel seiner Dissertation lautete Observable in der W*-algebraischen Quantenmechanik. 1991 erfolgte die Habilitation in Physikalischer Chemie an der ETH Zürich. Von 1987 bis 1995 war er Senior Research Associate am Institut für Physikalische Chemie an der ETH Zürich. 1995 erhielt er ein APART-Stipendium der Österreichischen Akademie der Wissenschaften und eine Einladung auf die Stelle eines Associate Professor an der Yale University. Ab 1997 war er Professor für Chemie an der Universität Innsbruck und ab 2004 an der Medizinischen Universität Innsbruck. Amann leitete das Institut für Atemgasanalytik der Österreichischen Akademie der Wissenschaften bzw. ab 2014 der Universität Innsbruck.
Er arbeitete auf dem Gebiet der physikalischen Chemie, der EKG-Analyse und der Atemgasanalyse und verfasste über 150 wissenschaftliche Arbeiten.
Er war Chefredakteur des Journal of Breath Research. 2004 war er Chairman und Organisator der internationalen Konferenz „Breath Gas Analysis for Medical Diagnostics“ in Dornbirn. 2005 war er Chairman und Organisator der internationalen Konferenz „Breath Analysis for Clinical Diagnosis and Therapeutic Monitoring“ in Innsbruck. 2010 wurde ihm die Marie-Sklodowska-Curie-Medaille der Polnischen Chemischen Gesellschaft verliehen. Von 2006 bis 2009 war er Koordinator des EU-Projektes BAMOD (lung carcinoma screening, mit 13 europäischen Partnern).

## Veröffentlichungen
- mit J. King, H. Koc, K. Unterkofler, P. Mochalski, A. Kupferthaler, G. Teschl, S. Teschl, H. Hinterhuber: Physiological modeling of isoprene dynamics in exhaled breath. In: J. Theoret. Biol. 267 (2010), S. 626–637, arxiv:1010.2145
- mit K. Schwarz, W. Filipiak: Determining concentration patterns of volatile compounds in exhaled breath by PTR-MS. In: J. Breath Research. 3, (2009) 027002.
- mit T. Werther, A. Klotz, G. Kracher, M. Baubin, HG. Feichtinger, H. Gilly: CPR artefact removal on ECG signals using Gabor multipliers. In: IEEE Trans Biomed Eng. 65 (2009), S. 320–327.
- mit R. Tratnig R, K. Unterkofler: Detecting Ventricular Fibrillation by Time-Delay Methods. In: IEEE Transactions on Biomedical Engineering. 54 (2007), S. 174–177.
- mit T. Breuer, Nicolaas P. Landsman: Robustness in quantum measurements In: J. Math. Phys. 34 (1993), S. 5441–5450.
- Das Gestaltproblem in der Chemie. Die Entstehung molekularer Form unter dem Einfluss der Umgebung. In: Gestalt Theory 14 (1992), S. 228–265. The Gestalt problem in quantum theory: Generation of molecular shape by the environment. In: Synthesis 97 (1993), S. 125–156. doi:10.1007/BF01255834
- Ground states of a spin-boson model. In: Annals of Physics. 208 (1991), S. 414–448.
- Jauch-Piron states in W*-algebraic quantum mechanics. In: J. Math. Phys. 28 (1987), S. 2384–2389.